# Guido Görres

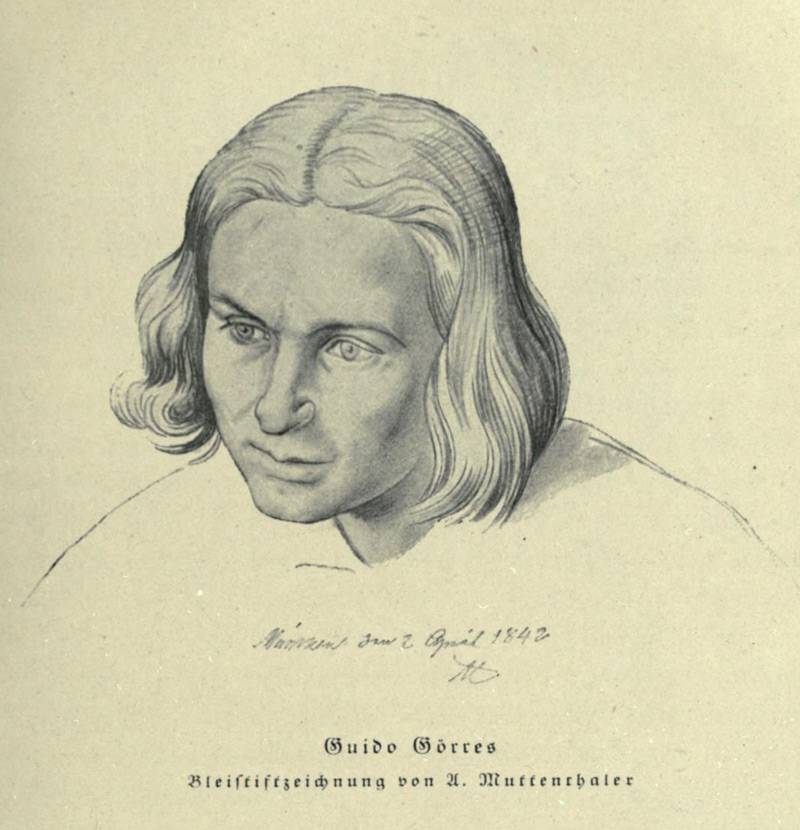
Guido Görres, Zeichnung von Anton Muttenthaler, 1842

Guido Moritz Görres (* 28. Mai 1805 in Koblenz; † 14. Juli 1852 in München) war ein deutscher Schriftsteller und Publizist.

## Leben
Guido Görres, Sohn des katholischen Publizisten Joseph Görres, studierte in Bonn Geschichte und Philosophie.
Im Zuge seiner historischen Arbeiten kam er u. a. mit Charles de Montalembert in Kontakt und wandte sich in den 1830er Jahren zunehmend der Schriftstellerei zu. Daneben war Görres stets in der katholisch-politischen Publizistik aktiv und hatte über den Eos- bzw. Görreskreis Verbindung und Kontakt zu führenden konservativ-katholischen Kreisen. So war er z. B. mit der Dichterin Annette von Droste-Hülshoff und ihrer Familie befreundet.
Zusammen mit George Phillips und seiner jüngsten Schwester Marie Görres war er an der Begründung der Historisch-politischen Blätter für das katholische Deutschland seines Vaters beteiligt. Nach dem Tod seines Vaters übernahm er die Herausgeberschaft. Nach seinem Tode wurde die Herausgeberschaft an Marie weitergegeben, die auch den geschäftlichen Teil der Zeitschrift leitete. 
Görres dichtete vor allem geistliche Lieder, von denen einige auch Eingang ins volkstümliche Liedgut fanden.

## Grabstätte

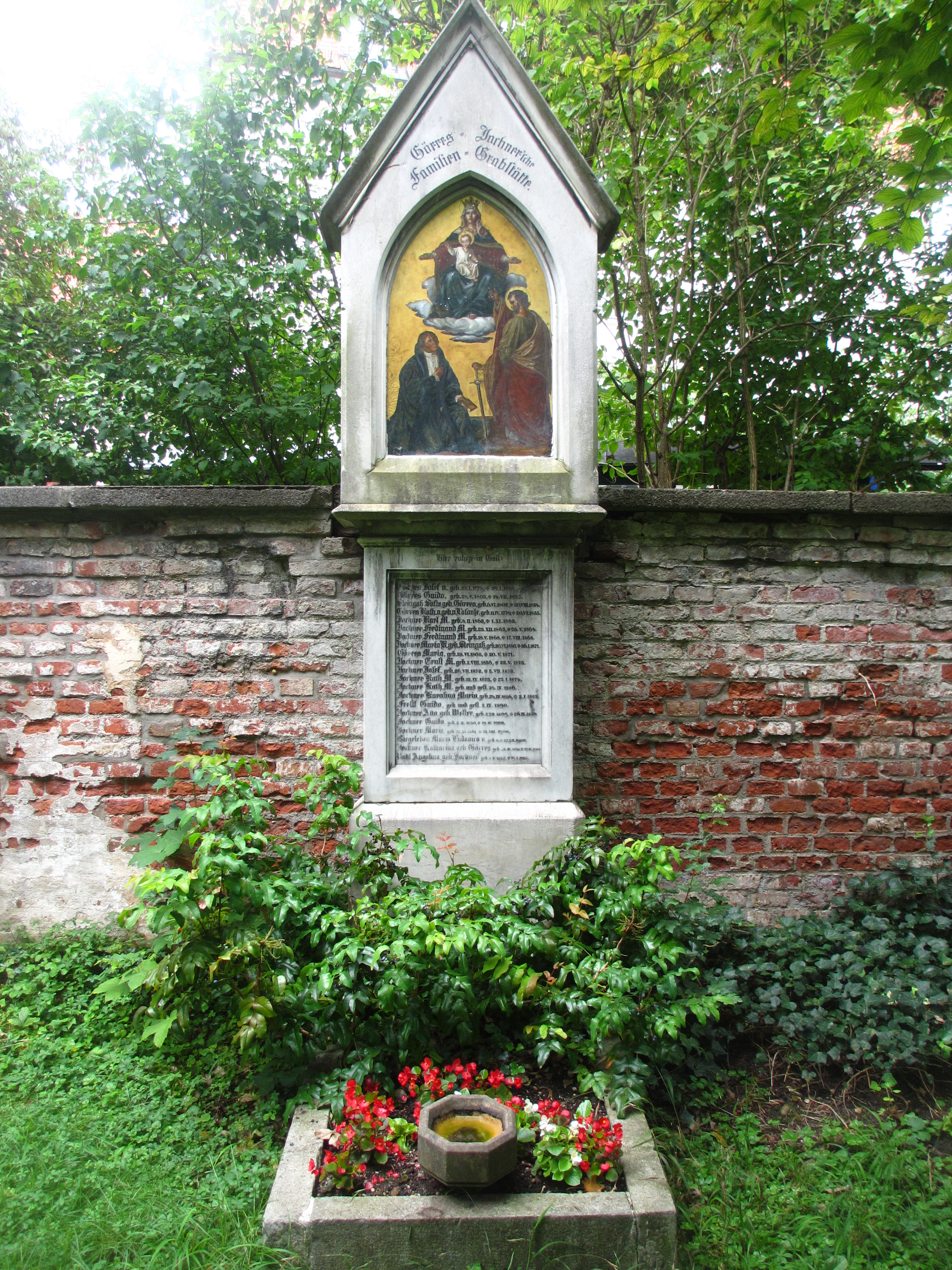
Grab von Guido Moritz Görres auf dem Alten Südlichen Friedhof in München

Die Grabstätte von Guido Moritz Görres befindet sich auf dem Alten Südlichen Friedhof in München (Mauer Rechts Platz 343 bei Gräberfeld 18) Standort. In dem Grab sind auch sein Vater Joseph und seine Schwester Marie beerdigt.

## Schriften
- Die Jungfrau von Orléans nach den Prozessakten und gleichzeitigen Chroniken (Regensburg 1834);
- Festkalender in Bildern und Liedern (München 1835–39, 3 Bde.)
- Schön Röslein (mit Zeichnungen von Franz Pocci u. a., 1835)
- Marienlieder (ebd. 1842, 3. Aufl. 1853)
- Das Leben der heil. Cäcilia, episches Gedicht (1843)
- Der hürnen Siegfried (mit Lithographien nach Kaulbach, Schaffhausen 1843), doi:10.3931/e-rara-79848 (Digitalisat auf e-rara)
- Gedichte (München 1844)
- Die Gottesfahrt nach Trier und des Teufels Landsturm, zwei Gedichte (Koblenz 1844)
- Die arme Pilgerin zum heiligen Rock, Gedicht (ebd. 1846)
- Das deutsche Hausbuch (München 1846–47, 2 Bde.)